# Pont suspendu sur la Cance
 (décembre 2008).
Si vous disposez d'ouvrages ou d'articles de référence ou si vous connaissez des sites web de qualité traitant du thème abordé ici, merci de compléter l'article en donnant les références utiles à sa vérifiabilité et en les liant à la section « Notes et références ».
Le pont suspendu sur la Cance, aussi dénommé pont de moulin sur Cance, enjambe la Cance et est situé dans le département de l'Ardèche, en France.
Compromis entre passerelle et pont, Il fait l’objet d’un classement au titre des monuments historiques depuis le 6 avril 1981.

## Géographie
Situé dans le nord de l'Ardèche, il enjambe la rivière Cance entre la ville d'Annonay et la vallée du Rhône. Il relie les deux communes de Quintenas et de Vernosc-lès-Annonay, qui en sont copropriétaires.

## Histoire

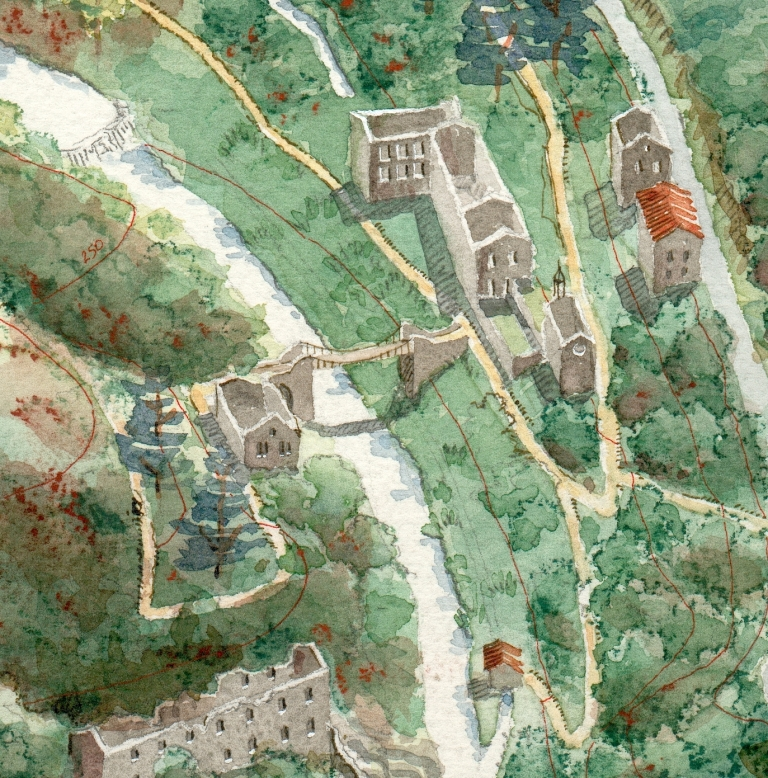
Un pont suspendu au sein d'un site industriel textile.

On peut estimer la création de ce pont entre 1863 et 1865. La présence sur la rive droite du moulin de Quintenas semble avoir été un motif. Le propriétaire, monsieur Léorat, aurait proposé aux deux communes la construction du pont pour faciliter l'accès à son moulin et de financer ces travaux sur ses fonds personnels en demandant en retour une compensation financière des deux collectivités. Le 19 décembre 1865, les deux maires auraient décider du montant de la compensation financière.
Bien que le pont reprenne les idées de Marc Seguin, il semblerait que ce dernier n'en soit pas le concepteur. En effet il est peu probable que l'inventeur ait entrepris la création de cet ouvrage à 79 ans. Les hypothèses les plus probables seraient que ce soit l'un des frères Seguin ou un membre de la famille Mignot, liée aux Seguin.

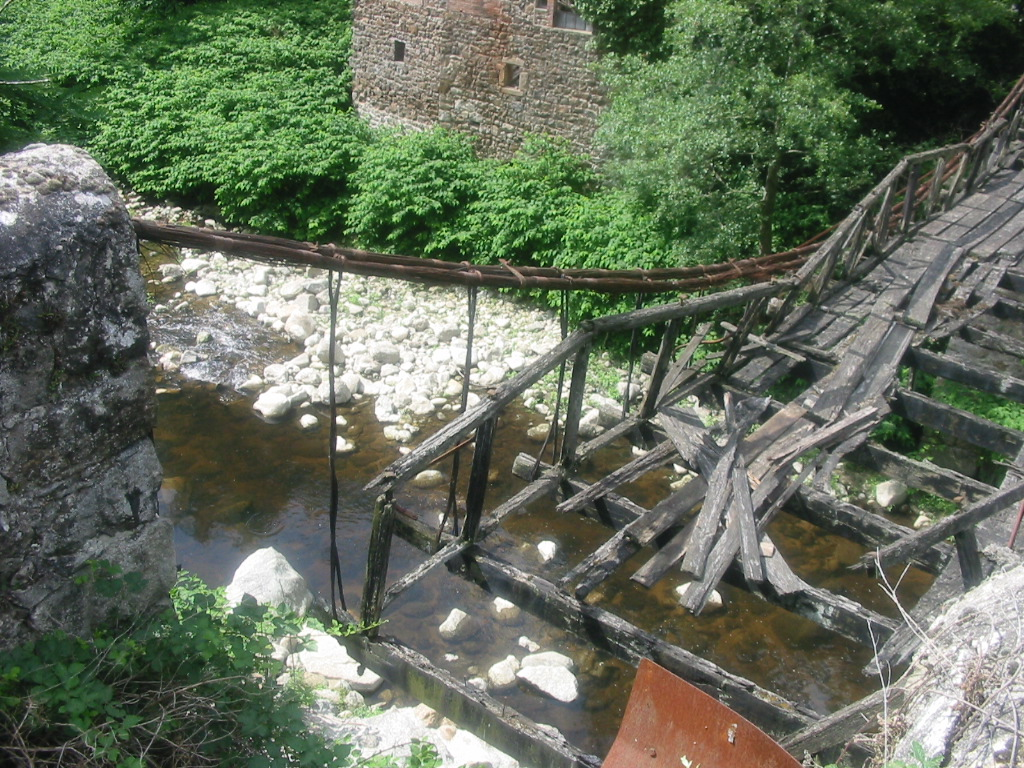
Un état d'abandon avancé en fin de XXe siècle.

Cet ouvrage a été régulièrement entretenu durant les années d'activités de l'usine de tissage qui avait succédé au moulin de Quintenas. Avec sa fermeture, en 1965, il a été négligé, malgré son classement comme monument historique en 1981.
En très mauvais état depuis des années, le pont a fait l'objet d'une rénovation à l'identique en 2012-2013 après dix années de procédures administratives, d’études, de recherches de financements et de travaux. Financés à 85 % par l’État et l’ensemble des collectivités locales pour un montant d’environ 750 000 euros, les travaux, initiés par le Syndicat des Trois Rivières, ont été inaugurés le jeudi 7 novembre 2013 en présence du sous-préfet de Tournon-sur-Rhône.

## Caractéristiques

### Le pont de 1863

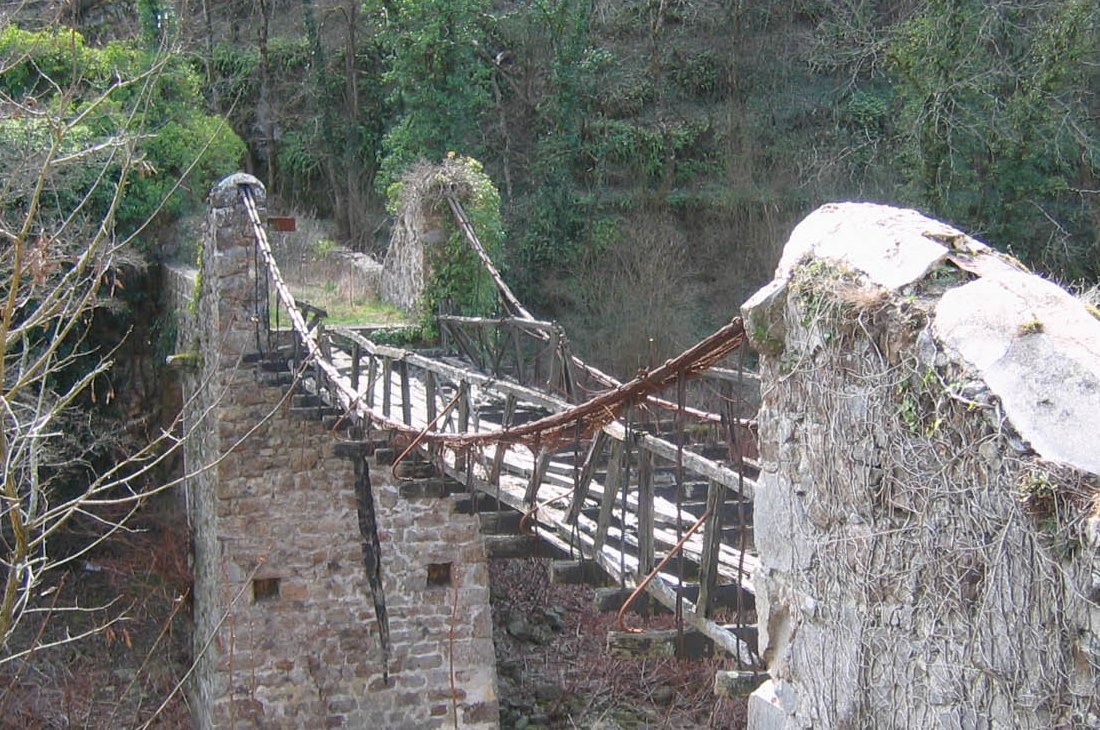
Des suspentes métalliques.

Le pont suspendu qui reprend la méthode de l'inventeur natif d'Annonay Marc Seguin. 

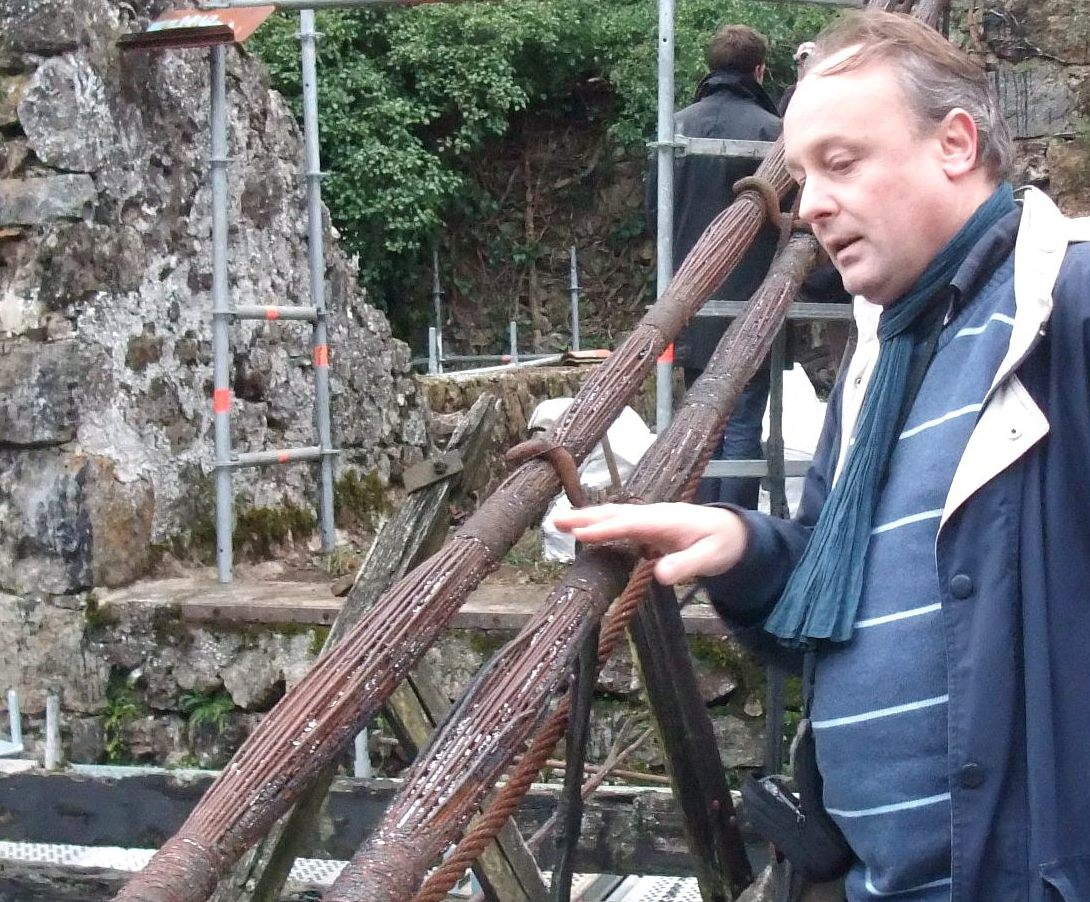
Des câbles constitués d'une centaine de fils de fer ligaturés.

L'époque, marquée par les révolutions industrielles, était propice aux édifices destinés à supporter des poids conséquents. La présence d'un pont en bois sur le site ne permettait plus d'assurer le passage de convois de plus en plus lourds. Le nouveau pont sera alors construit en utilisant des suspentes en fils de fer, méthode économique et plus solide pour l'époque.
Quatre câbles à fils parallèles en fer doux, deux à gauche et deux à droite, sont ancrés dans la base de la maçonnerie de chaque rive. Des traverses en chêne, espacées de 60 cm environ, sont assemblées, perpendiculaires, pour constituer ainsi le tablier. Ce tablier est suspendu aux câbles par des suspentes situées à hauteur de chaque traverse. Sur les côtés, se trouvent des garde-corps en bois.

### La reconstruction de 2012
La reconstruction de 2012-2013 a pris comme objectif de refaire le pont à l'identique, en utilisant aussi si possible des techniques de l'époque. Les piliers maçonnés ont été conservés, mais ont bénéficié d'une reprise générale des surfaces et des joints, en mortiers traditionnels.

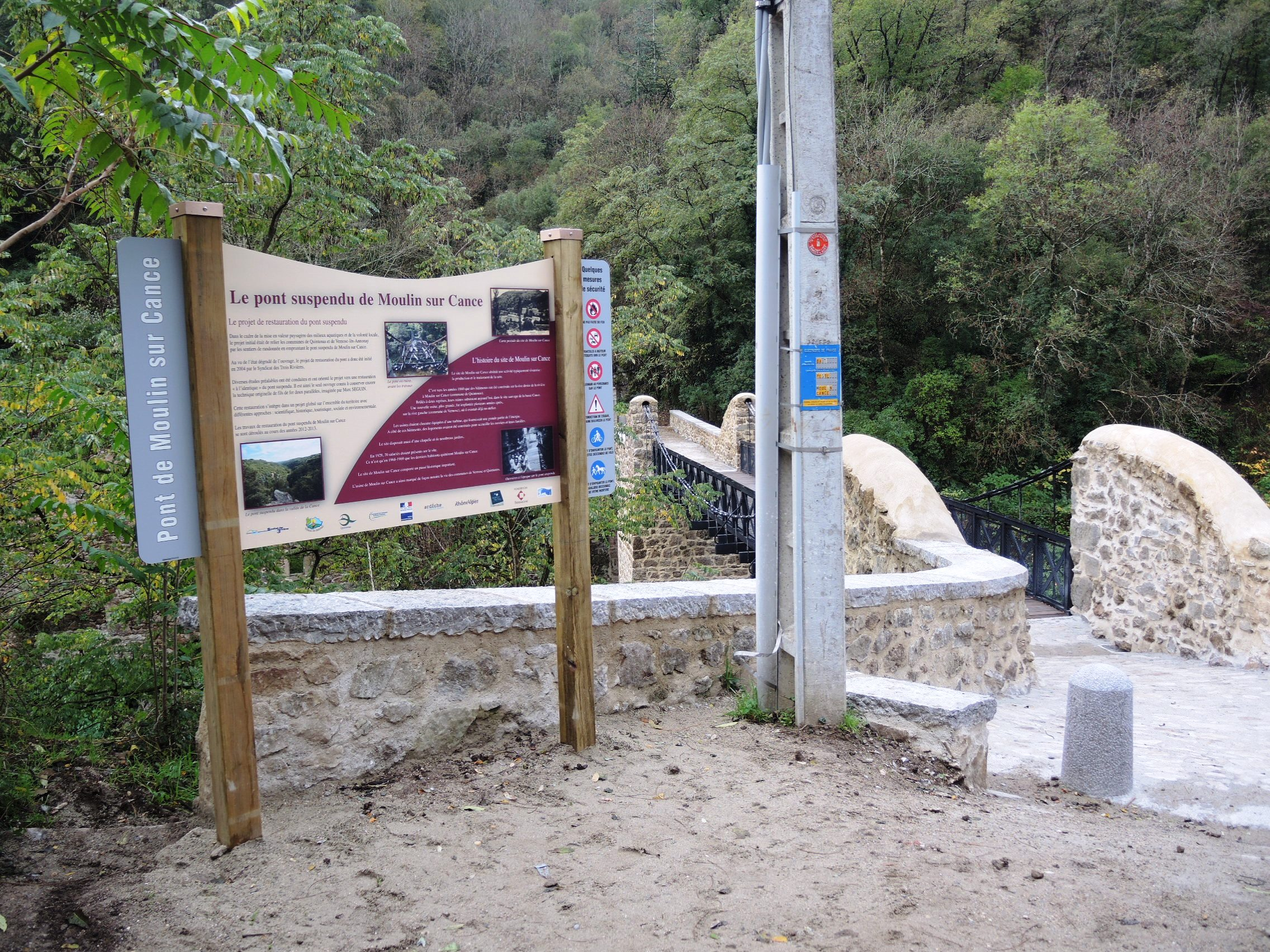
Des panneaux d'explication pour visiteurs de passage.

Chacun des 4 câbles porteurs a été réalisé à partir d'un câble de fer doux de 4 km plié en va-et-vient jusqu'à constituer 100 brins parallèles qui ont été ensuite ligaturés. Le fer a bénéficié d'une galvanisation pour être plus résistant que l'original.
Le nouveau plancher utilise à nouveau du bois de chêne. Il est soutenu par des suspentes métalliques identiques aux originales. Un grillage protecteur a été rajouté sur le garde-corps pour la sécurité des enfants.
Les deux accès au pont ont été repavés. Le chemin d'accès depuis la route a été balisé. Des panneaux explicatifs donnent l'essentiel des informations à retenir. Il pourrait devenir un important centre d'intérêt touristique. Car la vallée de la basse Cance où il se trouve est en projet de classement de liaison cyclable "douce" entre le réseau Loire et la Viarhôna.

## L'opération de reconstruction

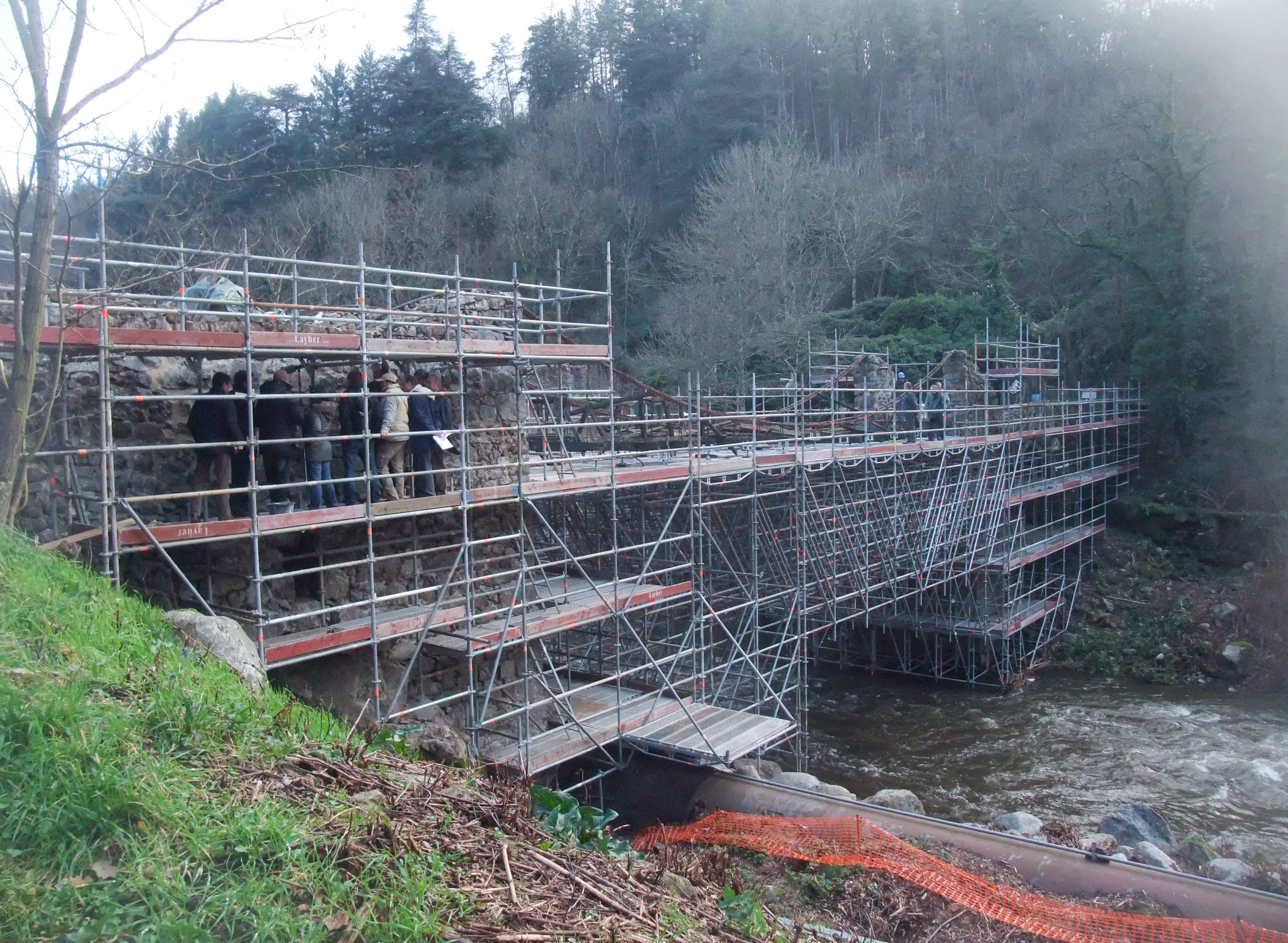
Un échafaudage a enjambé la rivière...

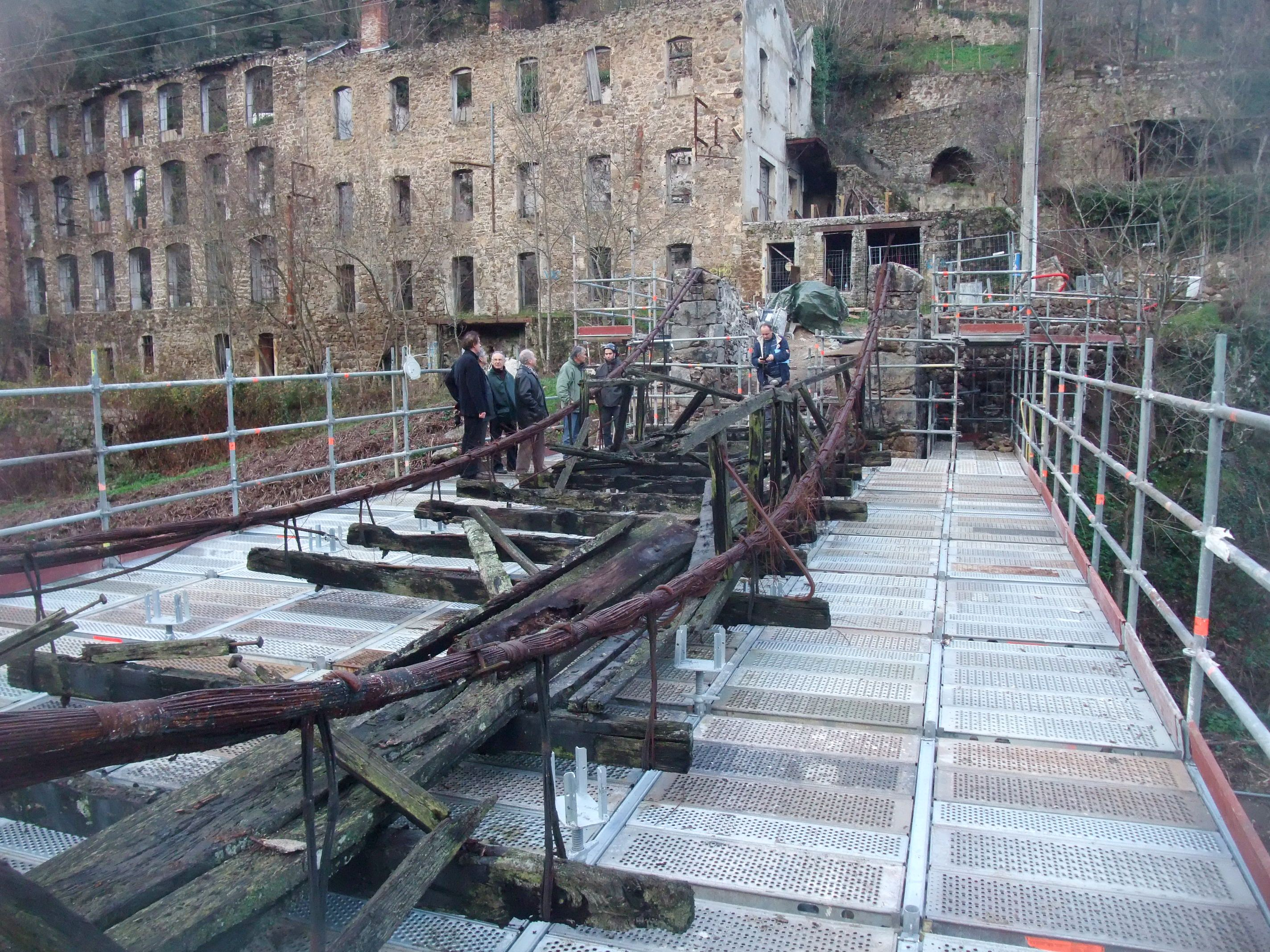
...pour permettre des travaux de démontage et remontage en toute sécurité.

La restauration du pont est venue en discussion au début des années 2000 au sein du Syndicat des Trois Rivières (bassin d'Annonay). Les études ont commencé en 2003 et le projet a été inscrit en 2004 au Contrat de rivière du syndicat. Il est apparu assez rapidement que l'édifice, en sa qualité de Monument Historique et de rescapé unique des ouvrages de cette époque, allait devoir bénéficier d'une restauration à la fois profonde et fidèle. Le projet a d'ailleurs été rapidement confié à l'architecte des Monuments Historiques, Olivier Naviglio. La décision de restauration à l'identique a été prise par le syndicat en 2008. Le projet technique a été élaboré en 2009. Les entreprises ont été consultées et choisies en 2010 et 2011. Les travaux sur site ont commencé en octobre 2012 et se sont achevés en octobre 2013. L'inauguration officielle a eu lieu le 7 novembre 2013.
Une des originalités (coûteuse) du chantier a été l'établissement d'un échafaudage installé de part et d'autre de la rivière sous le pont. Il a permis aux entreprises de travailler en toute sécurité pour démonter l'ancien pont et assembler les nouveaux éléments.
L'ensemble de l'opération est revenu à 650 000 € HT (750 000 € TTC), subventionné à 80 % par l'État (205 000 €), le Département (205 000 €) et la Région (120 000 €). Le solde a été réglé par la commune de Vernosc (30 000 €), la commune de Quintenas (30 000 €), la communauté de communes (30000 €) et le syndicat des Trois Rivières (30 000 €). Quelques apports supplémentaires sont venus de la Fondation du patrimoine, de la Sauvegarde des monuments anciens de l'Ardèche et de l'association locale "Au fil du pont".
Deux films ont été réalisés pendant les études et les travaux :
"Au fil du pont" retrace l'histoire du pont et du site industriel à partir de témoignages d'anciens habitants et ouvriers.
"Un pont ...de fils, de bois et de pierres" permet de découvrir les différentes étapes des travaux de restauration.

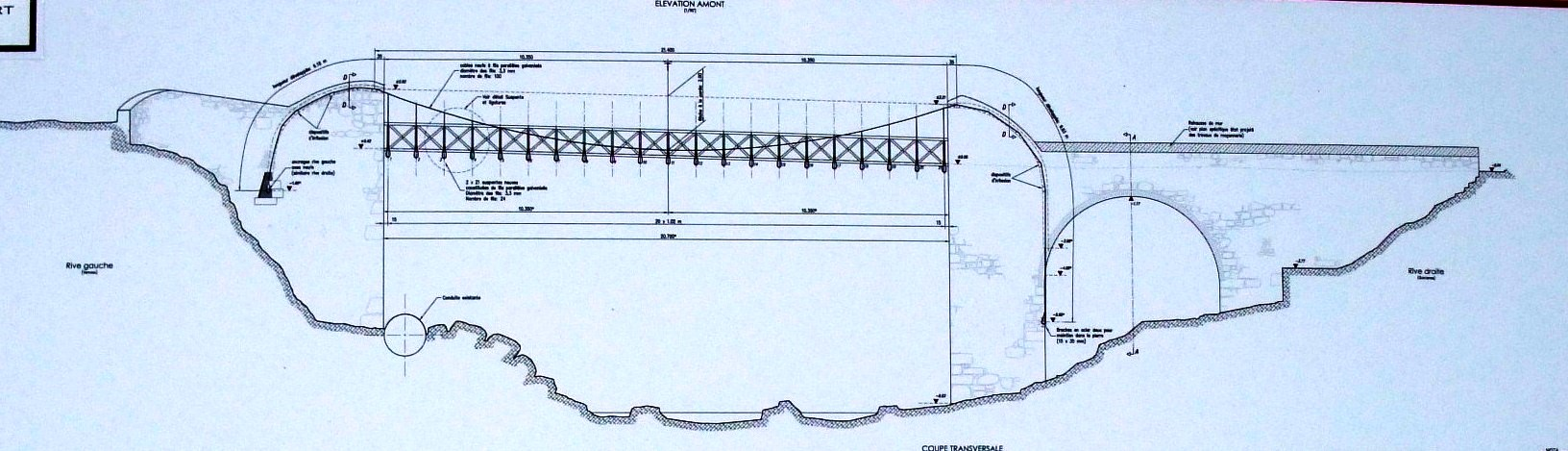
Le même schéma pour l'original et son clone.

## Sources
- Des ponts en fils de fer, par Seguin Ainé d'Annonay, à Paris chez Bachelier, librairie, 1824 (lire en ligne).
- F. Flavigny, « Des ponts en fil de fer » in Monuments historiques n° 116, p. 51, CNMHS, septembre-octobre 1981.
- Marc Seguin, Marie-Hélène Reynaud, Du pont de Tournon aux premiers chemins de fer, Édition du Vivarais, 1986.
- Réveil (Le) Vivarais - Vallée du Rhône - Pilat.- Hebdomadaire local paraissant depuis 1944.- Numéro consulté : 14 novembre 2013.
- La Lettre d’information N° 228 – 13 novembre 2013.- Hebdomadaire électronique d’information du député de l’Ardèche Olivier Dussopt.
- articles du Dauphiné Libéré (François Bassaget) et notamment de fin mai 2007, du 6 décembre 2008, du 2 décembre 2012, du 6 et du 8 novembre 2013, du 24 mai 2014.
- Syndicat des Trois Rivières   http://www.3rivieres.fr/
- archives des communes de Vernosc-les-Annonay et de Quintenas.

### DVD
- Au fil du pont (histoire du pont et du site industriel), année 2008, réalisé par le Moulin à Images de la MJC d'Annonay, 28 min, 10 €.
- Un pont ...de fils, de bois et de pierres (les travaux de restauration), réalisé par Yannick Dumez, année 2014, 10 €.

En vente auprès du Syndicat des Trois Rivières - Château de la Lombardière - 07430 Davézieux 04 75 67 66 75.